# Khalila Mbowe
Khalila Kellz Mbowe là một biên đạo múa người Tanzania, giám đốc hiệu suất sáng tạo và doanh nhân xã hội, người sáng lập, giám đốc điều hành và giám đốc điều hành của Unleashed Africa Company Limited, một doanh nghiệp đào tạo những người trẻ có năng khiếu trong nghệ thuật biểu diễn, cung cấp giáo dục, cố vấn, tiếp xúc và cơ hội để thành công trong cuộc sống.

## Gia cảnh và giáo dục
bà sinh ra ở Tanzania vào khoảng năm 1988, và theo học "Trường trung học Saint Mary", tại Dar es Salaam để học trung học. Bà có bằng Cao cấp về Truyền thông đại chúng, lấy từ Đại học Taylor, Singapore, năm 2010. Bà hiện đang theo học tại Đại học Nhân dân, theo đuổi bằng Cử nhân Quản trị Kinh doanh (BBA).

## Sự nghiệp
Năm 2006, ở tuổi 18, bà đã có được công việc đầu tiên là một copywriter tại FCB Advertising Agency, một công ty con của Lowe Scanad Tanzania Limited Lưu trữ ngày 24 tháng 5 năm 2018 tại Wayback Machine. Sau khi làm việc trong khả năng đó được hai tháng, bà được đề bạt làm giám đốc điều hành tài khoản xử lý tài khoản của một trong những công ty viễn thông hàng đầu của Tanzania.
Năm 2010, sau khi tốt nghiệp Đại học Taylor, bà tìm được một công việc làm việc cho Airtel Tanzania, một công ty con của Bharti Airtel của Ấn Độ, làm việc ở đó trong một năm, từ 2013 đến 2014. Từ tháng 4 năm 2015 đến tháng 12 năm 2015, bà làm Giám đốc điều hành của "công ty TNHH Sản xuất Buddies", một công ty sản xuất truyền hình từ Uganda đang tìm cách mở rộng ở Tanzania. 
Kể từ tháng 2 năm 2015, bà đã tập trung vào việc điều hành UACL và theo đuổi bằng cấp về quản trị kinh doanh trực tuyến. công ty của bà đã tuyển dụng 20 người vào tháng 11 năm 2017. Một số khách hàng của bà đã bao gồm Vodacom, Total Tanzania, Viện Uongozi, TED Global và Sera Project.

## Những ý kiến khác
Khalila Mbowe là mẹ của hai đứa trẻ; Raphael, sinh vào khoảng năm 2009 và Belle, sinh vào khoảng năm 2014.